# Films Faroun
Les Films Faroun sont une société de distribution de courts et de longs métrages pour adultes et pour enfants, fondée par Rock Demers en 1965 après sa rencontre avec des cinéastes d'Europe de l'Est dont le tchèque Bretislav Pojar,.
Dès 1967, la société crée dans plusieurs villes du Québec le Club Faroun invitant les enfants à s'inscrire et recevoir leur carte de membre.
En 1970, Les Films Faroun coproduisent le film Le Martien de Noël.
Les Films Faroun sera vendu en 1973 à Serge Ethier, fondateur de Distribution Kinéma et de Soquema (Société québécoise de cinéma).[réf. nécessaire]

## Club Faroun
Le Club Faroun et le distributeur Faroun Films ont présenté pendant plusieurs années à partir de la deuxième moitié des années 1960 des films conçus spécialement pour les enfants francophones de la province de Québec et des autres provinces canadienne dont l'Ontario et le Nouveau-Brunswick. C’est ainsi que plusieurs centaines de films en provenance d'une vingtaine de pays (Tchécoslovaquie, Japon, Hongrie, Danemark, Pologne...) sont achetés et le cas échéant doublés en français pour ensuite être projetés dans différentes salles de cinéma.
Un encadré publicitaire du Club Faroun publié au Québec en 1969 précise « Chaque samedi, dans plusieurs villes de la province de Québec (Montréal, Québec, Trois-Rivières, Saint-Hyacinthe), les enfants ont le choix entre la séance de 13 heures et celle de 15 heures. ».
Le Club Faroun a regroupé jusqu'à 175 000 membres.

### Trousse de membre
Les membres recevaient une carte de membre et aussi un macaron ou une épinglette. Les macarons ou épinglettes comportaient deux couleurs. L’une pour le personnage et l'une pour le fond.  Dans les exemples de macarons-épinglettes recensés : personnage rouge sur fond orange et personnage jaune sur fond rouge foncé.  Le macaron ou l’épinglette mesure environ 23 mm - ⅞ de pouce de diamètre. Le dessin représente le personnage de Faroun le clown du dessin animé du réalisateur Břetislav Pojar « Fanfarón, malý klaun » (Faroun, le petit clown) qui fut inspiré d'un conte de Rock Demers.